# Kultura cveta
Kultura cveta je inventivan i neobičan dokumentarac sa igranim elementima. Sniman je na više od 50 lokacija u Baču, Novom Sadu, Beogradu, Velikom Gradištu, Usiju, Izvoru, Sisevcu, Ćupriji i Paraćinu.
Završen je početkom marta 2013. godine, a glavni snimatelj, montažer i reditelj je poznati multimedijalni umetnik Branko Radaković kome je ovo drugi dugometražni dokumentarni film u karijeri.
U njemu se pojavljuje veliki broj umetnika ali intervjuisani su i obični građani.
Radaković ga je radio u najvećoj medijskoj tajnosti, pa i uprkos tome, uzburkao je javnost i pre prvog javnog prikazivanja. Kritičari i filmski stvaraoci koji su ga pogledali, imaju različita mišljenja o njemu. Dok su ga neki oštro iskritikovali, drugi ga smatraju veoma značajnim umetničkim delom. Uprkos različitosti u mišljenjima kod filmskih teoretičara i stvaraoca, film je kod publike prihvaćen sa velikim oduševljenjem. 
Dokumentarac je premijerno prikazan 28. aprila 2013. u Beogradu na Međunarodnom festivalu dokumentarnog filma Beldocs.

## O nastanku filma
U leto 2011. se sasvim spontano rodila ideja za film i tada je reditelj krenuo sa intervjuisanjem određenih ljudi. Montažu je započeo u oktobru iste te godine, a dok ga je montirao, paralelno je uradio još neke intervjue. 
U proleće 2012. snimio je producenta i predsednika Udruženja filmskih i TV radnika Vojvodine Srđana Ilića.
Posotojale su i duže i kraće pauze u montaži, što zbog autorovih privatnih problema, što zbog rada na drugim projektima, a dosta vremena oduzimala su mu i učešća na drugim festivalima.

## Kritičari o filmu
Miloš Živanović je o ovom filmu, između ostalog, rekao: ”Dramaturški gledano, prve dve trećine vremenskog toka radnje su eksplozivna naprava koja bi da je aktivirana u poslednjoj trećini ugrozila film do tačke pucanja po šavovima teme. Na neki način imamo priliku da vidimo kako se dve različite poetike sudaraju. Logično je da se brza i divlja reka pokuša da ukroti. Smirivanjem kroz priču o filmskoj kulturi jača je poenta nego da je nastavljeno efektno raspirivanje”.
Nikola Franquelli je u svojoj kritici izneo i sledeće: ”Mada, iako je tema ograničena na Srbiju, apsolutno je primjenjiva na cijeli svijet”.
Olga Stojanović je u svom osvrtu, između ostalog, navela: ”Sam Radakovićev poriv je jedan od onih iluzornih, ali relevantnih poduhvata koji ne pomažu, mada i ne 'odmažu' ucvalom cvetanju kulture. U stvarnosnom trenutku kada je kultura resor za karijerističke podele po redu izlaska na scenu, kada je kultura nagradjivačka bina, kada su urednici arbitralnih kulturnih rubrika majstori sopstvenog sumnjivog ukusa i majstorice umora – ovaj je film melem za oštećeno tkivo kulturnih opekotina trećeg stepena. Ironijsko cvetanje kulture u Radakovićevoj interpretaciji ove fenomenologije sučeljava se sa njenom medijskom i prezentativnom ništavnošću. Iako u autorovom delu nema anarhističkih tonova, ono je, na radost ove potpisnice, kontra-revolucija, osnosno KONTRAREVOLVERACIJA postojećeg stanja duhova i ništavnog etabliranog tela koje bi da nas robotizira u mračne tunele bez kraja i bezdušne auto -rute bez kuća i okućnica. Rečju, kultura nema više poslenike, već samo posrednike. Radaković je to provalio”.
Najpozitivniju recenziju, film je dobio od reditelja i teoretičara filma Mladena Milosavljevića koji je, između ostalog, napisao:
”Ako bismo govorili o smelosti ovog dokumentarca koji nam jednim, sa aspekta novijeg domaćeg filma, svakako netipičnim filmskim jezikom, priča jednu tipičnu i svima nama dobro poznatu priču, uporedio bi ga sa rediteljskim debijem Žan-Lik Godara, Do poslednjeg daha (A Bout de Souffle) iz 1959. I jedan i drugi film, na jedan inventivan i smeo način, govore o ljudima i njihovom pokušaju da nađu izlaz iz situacije u kojoj su se našli. U Godarovom filmu, kao uostalom i u filmovima ranije pomenutih autora, protagonista izlaz nalazi u smrti, dok se Radakovićevi junaci protiv nametnutih stega bore svojom umetnošću i optimizmom (npr. imamo odličnu scenu sa izmaštanim uljem na platnu). Kao što je poznato, Godarov debi je označio početak, tzv. 'novog talasa' u francuskoj kinematografiji. Iskreno se nadam i verujem da će i Kultura cveta, u skladu sa svojim naslovom, ali pre svega zahvaljujući nesumljivom kvalitetu i stvaralačkom potencijalu samog autora, označiti neki novi kulturni talas u našem filmu”.

## Spoljašnje veze
- Kultura cveta на веб-сајту  (језик: енглески)
- Kultura cveta u bazi Filmskog centra Srbije
- Kultura cveta Tačno
- Crnohumorni dokumentarac o srpskoj kulturi Kultura cveta 24 sata
- Kultura cveta SEEcult
- Kultura cveta - novi film Branka Radakovića na festivalu BELDOCS Cinema City
- Recenzija Miloša Živanovića Filmske radosti
- Recenzija Mladena Milosavljevića Bruskin
- Recenzija Nikole Franquellia MULJ
- Kulturna revolveracija Branka Radakovića Afirmator Архивирано на веб-сајту  (12. јануар 2014)
- Kultura cveta BELDOCS[мртва веза]
- Intervju sa Brankom Radakovićem BELDOCS[мртва веза]